# Distrito de Toyota
El distrito de Toyota (豊田郡 Toyota-gun?) es un distrito localizado en la prefectura de Hiroshima, Japón. En junio de 2019 tenía una población estimada de 7.510 habitantes y una densidad de población de 174 personas por km². Su área total es de 43,11 km².

## Localidades
- Ōsakikamijima